# Медаль «95-летие Азербайджанской полиции (1918—2013)»
Юбилейная медаль «95-летие Азербайджанской полиции (1918—2003)»(азерб. "Azərbaycan Polisinin 95 illiyi (1918–2013)" yubiley medalı) — государственная награда Азербайджанской Республики. Учреждена законом № 611-IVQD от 19 апреля 2013 года.

## История и положения
В 2013 году юбилейная медаль «95-летие Азербайджанской полиции (1918—2013)» была одобрена Законом Республики Азербайджан № 611-IVQD от 19 апреля 2013 года.
Медаль «95-летие Азербайджанской полиции (1918—2013)» присуждается сотрудникам органов внутренних дел Азербайджанской Республики, которые добились высоких результатов на службе, ветераны, а также другие лица, имеющие особые заслуги в борьбе с преступностью, активно участвовавшие в обеспечении общественной безопасности, и другие лица, имеющие особые заслуги в развитии органов полиции.

## Описание
Медаль «95-летие Азербайджанской полиции (1918—2013)» имеет диаметр 35 мм и состоит из бронзовой пластины золотистого цвета с двумя кругами внутри. В первом круге по верхнему краю написано "AZƏRBAYCAN POLİSİNİN", а по нижнему - "95 İLLİYİ". Во втором круге изображена эмблема органов внутренних дел, вокруг которой расположен венок из лавровых листьев, в верхней части венка находится звезда и венок, начиная от центра медаль оформлена лучами.
Задняя сторона медали ровная. На ней выгравированы слова "AZƏRBAYCAN POLİSİ", "95 İL", "1918–2013". Слово "95 İL" в нижней части окружено солнечными лучами.
К медали прикрепляется элемент для крепления к одежде, выполненный из прямоугольной металлической пластины размером 27 мм x 43 мм с помощью кольца и застежки. Пластина состоит из двух частей. В верхней части пластины выполнен национальный орнамент, разделенный на равные части синим, красным и зеленым цветами государственного флага Азербайджана. С обеих сторон от шахматного орнамента изображены белые лучи, каждый шириной 1 мм. В нижней части пластины выполнен узор с национальным орнаментом, в центре которого изображены звезда и венок из лавровых листьев.
К медали прикрепляется элемент для крепления к одежде, изготовленный из металла и покрытый тем же орнаментом, размером 27 мм x 9 мм.

## Способ ношения
Медаль «95-летие Азербайджанской полиции (1918-2013)» Республики Азербайджан размещается на левой стороне груди и по порядку следования располагается после других орденов и медалей Азербайджанской Республики, после медали «90-летие Азербайджанской полиции (1918—2008)».
Награждение медалью осуществляется со стороны Министерства внутренних дел Азербайджана.